# Abraham Falkengréen
Abraham Falkengréen, född 6 juni 1686 i Bohuslän, död 3 november 1753 i Karlskrona, var en svensk riksdagsman och amiral. Han var far till Christopher Falkengréen.
Abraham Falkengréen var son till överstelöjtnant Christopher Falkengréen. Han inskrevs som volontär vid amiralitetet 1701 och blev konstapelmat 1704. 1706 erhöll han permission för studier vid utländska örlogsflottor och blev 1708 befordrad till konstapel. Abraham Falkengréen befordrades 6 maj 1710 till underlöjtnant och deltog ombord på Nordstjernan i slaget vid Köge bukt på hösten samma år. 1711 befordrades han till underlöjtnant och 1715 till extraordinarie överlöjtnant, och deltog i slaget vid Rügen samma år ombord på Stockholm. Falkengréen befordrades 1716 till överlöjtnant och 1717 till skeppskapten, och kommenderades på hösten samma år till Ölands sjögasteregemente. 1717–1720 verkade han som kaparkapten. Han deltog 1720 i slaget vid Ledsund där han blev tillfångatagen. Falkengréen hemkom från krigsfångenskapen 1721, varpå han 1722–1726 sändes till Medelhavet för att studera galärer som sjöstridsvapen. 1729 befordrades han till amiralitetskapten och blev 1735 varvsmajor i Karlskrona. Falkengréen blev ekipagemästare 1741, viceamiral 1743 och ledde de svenska sjöstridskrafterna i sjöslaget vid Korpoström. han var chef för honnörseskadern i Karlskrona vid kronprinsessan Lovisa Ulrikas ankomst till Sverige 1744. 1746 utnämndes han till kommendant i Karlskrona och blev 1749 amiral och amiralitetsråd.
Abraham Falkengréen blev 1748 riddare och 1750 kommendör av svärdsorden. Han var ledamot av ridderskapet och adeln vid riksdagarna 1731–1747 och därunder medlem av sekreta utskottet 1734 och 1746–1747.